# كرايغ درابر
كرايغ درابر (بالإنجليزية: Craig Draper)‏ (4 ديسمبر 1982 بسوانزي في المملكة المتحدة - ) هو مدرب كرة قدم ولاعب كرة قدم بريطاني في مركز الوسط. لعب مع سوانزي سيتي ونادي سانت إيلي تاون.